# Уэнтуорт Робертс, Элизабет
Элизабет Уэнтуорт Робертс (10 июня 1871 — 12 марта 1927) — американская художница.

## Биография
Элизабет Уэнтуорт Робертс родилась в 1871 году в богатой семье. Была единственным ребёнком. В пятнадцать лет решила стать художницей. Училась в Пенсильванской академии изящных искусств у Элизабет Бонсолл и Генри Пура. В 1888 году получила Приз Мэри Смит. В 1889 году отправилась в Париж, где училась в Академии Жюлиана у Жюля Лефевра. Сначала рисовала животных по настоянию Лефевра, но вскоре стала писать картины на религиозные темы. В 1897 году выставила несколько работ в Парижском салоне. В 1898 году отправилась во Флоренцию, чтобы продолжить учёбу. В 1899 году вернулась в США, где работала в своей студии, создавая пейзажные сцены из Нормандии, Франции или картины на религиозные темы. Она была известна своими морскими пейзажами. В 1911 году выставлялась в Plastic Club. В 1917 году Робертс основала Concord Art Association.
12 марта 1927 года покончила жизнь самоубийством (повесилась).
Работы художницы хранятся в Музее изящных искусств в Бостоне, Пенсильванской академии изящных искусств и др.